# The Absence
The Absence es el segundo álbum de estudio por la cantante estadounidense Melody Gardot. Fue publicado el 29 de mayo de 2012 por Decca Records y producido por Heitor Pereira. El mismo año, Gardot participó en una campaña publicitaria de Piaget para la que grabó la canción «La Vie en rose». La canción apareció en el relanzamiento de The Absence, el cual también incluía un video musical y el making-of de la misma.
En abril de 2012, Gardot presentó la carátula y la lista de canciones de The Absence. También mostró el videoclip de la canción «Mira» y extractos de cada pista del álbum, siendo «Amalia» el primer adelanto. La cantante describió The Absence como “un disco fuertemente influenciado por sus vivencias en los desiertos de Marruecos, en los bares de tango de Buenos Aires, en las playas de Brasil y en las calles de Lisboa”.

## Rendimiento comercial
Un EP de 4 canciones, The Absence EP, se publicó exclusivamente en iTunes el 15 de mayo de 2012, sirviendo como vista previa del álbum. El EP debutó en el Top Jazz Albums en el puesto #8.
El álbum fue publicado dos semanas después el 29 de mayo de 2012. Alcanzó la posición #1 en el Billboard Top Jazz Albums, y el #33 en el Billboard 200, vendiendo 10,000 en su primera semana. El álbum había vendido 51.000 copias en los Estados Unidos a partir de mayo de 2015. El álbum fue certificado platino en Francia el 14 de noviembre de 2012, lo que significa 100.000 copias vendidas.

## Recepción de la crítica
En Metacritic, The Absence obtuvo un puntaje promedio de 77 sobre 100, basado en 6 críticas, lo cual indica “críticas generalmente favorable”. Ceiri O'Douglas de musicOMH mencionó: “Es importante que algunos artistas sean lo más diversos posible. La música de Melody Gardot tiene influencias principalmente del jazz y el blues, pero siempre ha tenido otros estilos de música. En su tercer álbum, The Absence, es un caso de más de lo mismo”. Cormak Larkin de The Irish Times declaró: “La persistente ausencia de ropa en sus fotografías publicitarias puede sugerir una carrera en decaída pero, de hecho, la cantante Melody Gardot, nacida en Nueva Jersey, no necesita abandonar su dignidad para llamar nuestra atención. Las canciones, que ella misma escribe, son refrescantemente auténticas – lamentos agridulces por los amantes descartados y la inocencia fuera de lugar – y ella los canta con una voz melosa y entrecortada que tiene una musicalidad real y una franqueza emocional que recuerda a Edith Piaf”.
Matt Collar, escribiendo para AllMusic añadió, “Si el segundo esfuerzo de Melody Gardot, My One and Only Thrill, mantuvo la vibra sensual y atmosférica de su debut aclamado por la crítica en 2006, su continuación de 2012, The Absence, es una desviación creativa para la cantante. Aparentemente inspirado por sus viajes por el mundo, y específicamente por un viaje que la llevó al desierto alrededor de la ciudad de Marrakech, el álbum la aleja del ahumado jazz de grupos pequeños y la lleva a un brillante sonido rítmicamente exótico”. Tony Nielsen de The New Zealand Herald añadió, “La música es en su mayoría suave y seductora, menos directa que su último álbum. La sensación y la dirección general de The Absence es fácil de escuchar sin ser insulsa”.

## Lista de canciones
Todas las canciones escritas y compuestas por Melody Gardot, excepto donde esta anotado. 
| Lista de canciones de The Absence |                                        |                                  |          |  |
| N.º                               | Título                                 | Escritor(es)                     | Duración |  |
| 1.                                | «Mira»                                 |                                  | 4:13     |  |
| 2.                                | «Amalia»                               | Gardot, Heitor Pereira, Phil Roy | 3:00     |  |
| 3.                                | «So Long»                              |                                  | 3:46     |  |
| 4.                                | «So We Meet Again My Heartache»        |                                  | 4:24     |  |
| 5.                                | «Lisboa»                               |                                  | 5:24     |  |
| 6.                                | «Impossible Love»                      |                                  | 3:46     |  |
| 7.                                | «If I Tell You I Love You»             |                                  | 3:32     |  |
| 8.                                | «Goodbye»                              | Gardot, Jesse Harris             | 3:38     |  |
| 9.                                | «Se Você Me Ama»                       | Gardot, Pereira                  | 4:52     |  |
| 10.                               | «My Heart Won't Have It Any Other Way» |                                  | 2:35     |  |
| 11.                               | «Iemanja»                              |                                  | 18:13    |  |

## Posicionamiento

### Gráfica semanal
| Gráfica (2012)                             | Pico de posición |
| ------------------------------------------ | ---------------- |
| Australia (ARIA)                           | 43               |
| Australia (ARIA Jazz & Blues Albums)       | 1                |
| Austria (Ö3 Austria Top 40)                | 10               |
| Bélgica (Flandes) (Ultratop 200 Albums)    | 8                |
| Bélgica (Valonia) (Ultratop 200 Albums)    | 3                |
| Canadá (Billboard Canadian Albums)         | 17               |
| Croacia (HDU)                              | 34               |
| Dinamarca (Hitlisten)                      | 14               |
| Países Bajos (Album Top 100)               | 16               |
| Finlandia (Suomen virallinen lista)        | 18               |
| Francia (SNEP)                             | 3                |
| Alemania (Offizielle Top 100)              | 9                |
| Grecia (IFPI)                              | 6                |
| Irlanda (IRMA)                             | 22               |
| Italia (FIMI)                              | 42               |
| Japón (Oricon Albums Chart)                | 22               |
| Nueva Zelanda (RMNZ)                       | 38               |
| Noruega (VG-lista)                         | 1                |
| Polonia (ZPAV)                             | 13               |
| Portugal (AFP)                             | 14               |
| Escocia (Scottish Albums Charts)           | 23               |
| España (PROMUSICAE)                        | 17               |
| Suecia (Sverigetopplistan)                 | 3                |
| Suecia (Swedish Jazz Albums)               | 1                |
| Suiza (Schweizer Hitparade)                | 10               |
| Reino Unido (UK Albums Chart)              | 18               |
| Reino Unido (UK Jazz & Blues Albums)       | 1                |
| Estados Unidos (Billboard 200)             | 33               |
| Estados Unidos (Billboard Top Jazz Albums) | 1                |

### Gráfica de fin de año
| Gráfica (2012)                             | Pico de posición |
| ------------------------------------------ | ---------------- |
| Australia (ARIA Jazz & Blues Albums)       | 8                |
| Bélgica (Flandes) (Ultratop 200 Albums)    | 87               |
| Bélgica (Valonia) (Ultratop 200 Albums)    | 53               |
| Francia (SNEP)                             | 44               |
| Suecia (Sverigetopplistan)                 | 55               |
| Estados Unidos (Billboard Top Jazz Albums) | 13               |

## Certificaciones y ventas
| País           | Certificación | Ventas   |
| -------------- | ------------- | -------- |
| Francia (SNEP) | Platino       | 100,000^ |
| Polonia (ZPAV) | Oro           | 10,000^  |